# Grad Pliberk
Grad Pliberk (nemško Schloss Bleiburg) je bil srednjeveški grad, ki je stal na vrhu višjega hriba na vzhodnem robu istoimenskega mesta Pliberk na avstrijskem Koroškem.  Srednjeveški grad je bil v začetku 17. stoletja pregrajen in dograjen v trinadstropni renesančni grad, ki je do danes že več stoletij v lasti družine grofov Thurn-Valsassina.

## Zgodovina
Med letoma 993 in 1000 je škof Albuin iz Briksna podaril bratu grofu Aribu posest “Liupicdorf”, kasnejši Pliberk (Bleiburg). Nekdanji grad je bil verjetno zgrajen na začetku 12. Stoletja, ko je območje okoli današnjega Bleiburga pripadalo samostanu Seckau. Verjetno je grad in gospostvo še v istem stoletju prišlo v posest Vovbržanov, ki so takrat še vedno bivali na Rauterburgu od koder so se selili na Vovbre. Leta 1228 pa je „Pliburch“ v listinah naveden kot sedež Vovbrških grofov.  Tega leta (1228)  je grof Viljem Vovbrški posest zastavil grofu Hermanu Ortenburškemu pri čemer se grad prvič omenja kot castrum et forum pliburch. Vovbržani sodijo med najpomembnejše plemiške družine na Koroškem. Njen najbolj znan predstavnik je bil grof Ulrik II., ki je imel v planu na delu Koroške in Štajerske narediti novo kneževino, vendar je bil onemogočen s strani češkega kralja Otokarja II. in nato nemškega kralja in cesarja Rudolfa I. Habsburškega.  Leta 1292 je Ulrik II. Vovbrški obljubil salzburškemu nadškofu Konradu, da mu bo dal Pliberk, če mu preda zaprtega Ludvika, sina deželnega vojvode. Skupaj s salzburškim  nadškofom Konradom se je leta 1293 uprl proti habsburškem vojvodi Albrechtu, vendar ga je to stalo položaja neposredno pod cesarjem in enoletne zaporne kazni v Dunajskem Novem mestu. Z grofom Hermanom je leta 1322 rodbina Vovbrških izumrla. 
Grad in gospostvo Vovbre so z večjim delom druge dediščine podedovali grofje Pfanberški oziroma grof Ulrik Pfanberški. Leta 1342 je Ulrik Pfanberški grad in posest zastavil koroškemu deželnemu glavarju Konradu Aufensteinu. Njegova sinova Friderik in Konrad sta se leta 1368 uprla proti deželnima gospodoma habsburžanoma Albrehtu in Leopoldu Avstrijskima, kar je imelo za posledico dvomesečno obleganje in uničenje gradu ter posledično zaplembo njihove lastnine. Nato sta bila brata  Aufenstein zaprta na gradu Strechau, kjer je Fridrik umrl. Konrad pa je po 28 letih zapora končal kot korar v Regensburgu.
Grad in gospostvo Pliberk so do leta 1381 upravljali deželnoknežji upravitelji. Potem ga je dobil v zastavo Haug Devinski. Leta 1427 je grad dobil Burkhard von Weispriach. Leta 1507 je najemnik Maksimilijan I. grof Lodron v obnovo in popravilo gradu vložil 400 guldnov. Od leta 1552 je bilo gospostvo in grad cesarski fevd. V naslednjih 50 letih so se fevdniki pogosto menjavali. Andreas Ungnad von Sonnegg je naredil velike prezidave gradu. 1601 je Pliberk pridobil   grof Ivan Ambrož Thurn v zameno za gospostvo in grad Ptuj. Leta 1606 so italijanski arhitekti dali gradu današnjo renesančno podobo. Leta 1820 je bil zaradi dotrajanosti odstranjen nekdanji obrambni stolp (bergfried). Grofje Thurn-Valsassina so še danes lastniki gradu. Ker je grad  v 19. in 20. stoletju služil predvsem kot dom za upokojence, ni bil še posebej dobro vzdrževan. Šele po drugi svetovni vojni, ko je avstrijsko-češka linija grofov izgubila svoj glavni grad v Wlace-h, je bila stavba gradu Pliberk temeljito obnovljena in zdaj služi grofovski družini kot glavno prebivališče.

## Grajska kapela
Na zunanji strani gradu, ob dovozu, je dodana poznogotska grajska kapela. Na njej so kovana in baročni obok, na katerem so razkrite slikarije na oboku iz 15. stoletja. V kapeli se nahaja tudi pozlačen bronast epitaf, ki je posvečen grofu Volku Thurnu. Ta je umrl leta 1594 po ekspediciji proti Turkom, in sicer zaradi kuge v vojaškem taboru. Ta spominska plošča je bila prvotno v Ljubljani, kjer so jo leta 1810 ukradli napoleonovi vojaki in jo odpeljali v Francijo. Tam jo je v Parizu odkril in pridobil nazaj Douglas Thurn ter jo pripeljal v Pliberk. Oba oltarja kapele sta iz 18. Stoletja; kot platno na stranskem oltarju je bila slika Giovannija Battiste Tiepola, ki predstavlja Marijino kronanje. Iz varnostnih razlogov jo je nadomestila kopija.